# Death Before Musick
Death Before Musick är det fjärde studioalbumet av Amen, släppt den 5 april 2004. Albumet spelades in under 2002–2003 och producerades av Casey Chaos med Daron Malakian som exekutiv producent. Från albumet släpptes singeln "California's Bleeding" den 3 april 2004. Den 19 april 2010 släpptes en nyutgåva av Death Before Musick i Storbritannien via IronBird Records. Detta är Amens senaste studioalbum.

## Låtlista
Alla låtar är skrivna och komponerade av Casey Chaos, om inte annat anges. 
| Nr  | Titel                     | Längd |
| --- | ------------------------- | ----- |
| 1.  | Liberation for...         | 1:36  |
| 2.  | Hello (One Chord Lovers)  | 3:06  |
| 3.  | California's Bleeding     | 2:38  |
| 4.  | The Abolishment of Luxury | 2:33  |
| 5.  | Money Infection           | 3:16  |
| 6.  | Westwood Fallout          | 2:45  |
| 7.  | Oblivion Stereo           | 3:00  |
| 8.  | Please Kill Me            | 3:23  |
| 9.  | EXTERMINATE!              | 3:06  |
| 10. | We Got the Bait           | 2:16  |
| 11. | Neutron Liars             | 2:38  |
| 12. | Sorry, Not Sorry          | 3:08  |
| 13. | Bring Me the Heads        | 2:46  |
| 14. | Fuck in LA                | 2:41  |
| 15. | The Summer of Guns        | 4:00  |